# Astana BePink Women’s Team/Saison 2014
Dieser Artikel listet den Kader und die Erfolge des Astana BePink Women’s Teams in der Saison 2014 auf.

## Erfolge
| Datum        | Rennen                                                     | Kat. | Siegerin          |
| ------------ | ---------------------------------------------------------- | ---- | ----------------- |
| 1. März      | 4. Etappe Vuelta Internacional Femenina a Costa Rica       | 2.2  | Alena Amjaljussik |
| 8. März      | Grand Prix El Salvador                                     | 1.2  | Alena Amjaljussik |
| 17. Juli     | 1. Etappe Tour de Bretagne Féminin                         | 2.2  | Doris Schweizer   |
| 5. September | 5. Etappe Tour Cycliste Féminin International de l’Ardèche | 2.2  | Alena Amjaljussik |

## Team
| Name                     | Geburtsdatum      | Nationalität |
| ------------------------ | ----------------- | ------------ |
| Alice Algisi             | 10. März 1993     | Italien      |
| Alena Amjaljussik        | 6. Februar 1989   | Belarus      |
| Alice Maria Aruzuffi     | 19. November 1994 | Italien      |
| Noemi Cantele            | 17. Juli 1981     | Italien      |
| Ana Maria Covrig         | 8. Dezember 1994  | Italien      |
| Ksenia Dobrynskina       | 11. Januar 1994   | Russland     |
| Simona Frapporti         | 14. Juli 1988     | Italien      |
| Michela Maltese          | 20. April 1995    | Italien      |
| Dalia Muccioli           | 22. Mai 1993      | Italien      |
| Doris Schweizer          | 28. August 1989   | Schweiz      |
| Anna Zita Maria Stricker | 3. Juli 1994      | Italien      |
| Silvia Valsecchi         | 19. Juli 1982     | Italien      |
| Georgia Williams         | 25. August 1993   | Neuseeland   |
| Susanna Zorzi            | 13. März 1992     | Italien      |